# Brachyglossina staudingeri
Brachyglossina staudingeri là một loài bướm đêm trong họ Geometridae.